# Лёйи-су-Куси
Лёйи-су-Куси́ (фр. Leuilly-sous-Coucy) — коммуна во Франции, находится в регионе Пикардия. Департамент коммуны — Эна. Входит в состав кантона Вик-сюр-Эн. Округ коммуны — Лан.
Код INSEE коммуны — 02423.

## Население
Население коммуны на 2010 год составляло 413 человек.
| 1962 | 1968 | 1975 | 1982 | 1990 | 1999 | 2010 |
| ---- | ---- | ---- | ---- | ---- | ---- | ---- |
| 468  | 414  | 395  | 405  | 415  | 418  | 413  |

## Экономика
В 2010 году среди 260 человек трудоспособного возраста (15—64 лет) 197 были экономически активными, 63 — неактивными (показатель активности — 75,8 %, в 1999 году было 69,0 %). Из 197 активных жителей работали 183 человека (97 мужчин и 86 женщин), безработных было 14 (7 мужчин и 7 женщин). Среди 63 неактивных 24 человека были учениками или студентами, 20 — пенсионерами, 19 были неактивными по другим причинам.